# De Lieberg
Landgoed De Lieberg is een natuurgebied van het Goois Natuurreservaat aan de Goyergracht in Eemnes.
Het dagrecreatieterrein ligt op de grens van bos en polder. Op het terrein zijn speelweides en aan de Heidelaan naast nr. 14 is een openluchttheater. Het recreatieterrein werd gebruikt door de kinderen van de leden van de Algemene Metaalbewerkersbond. Later maakten ook sportverenigingen en kinderkampen er gebruik van.

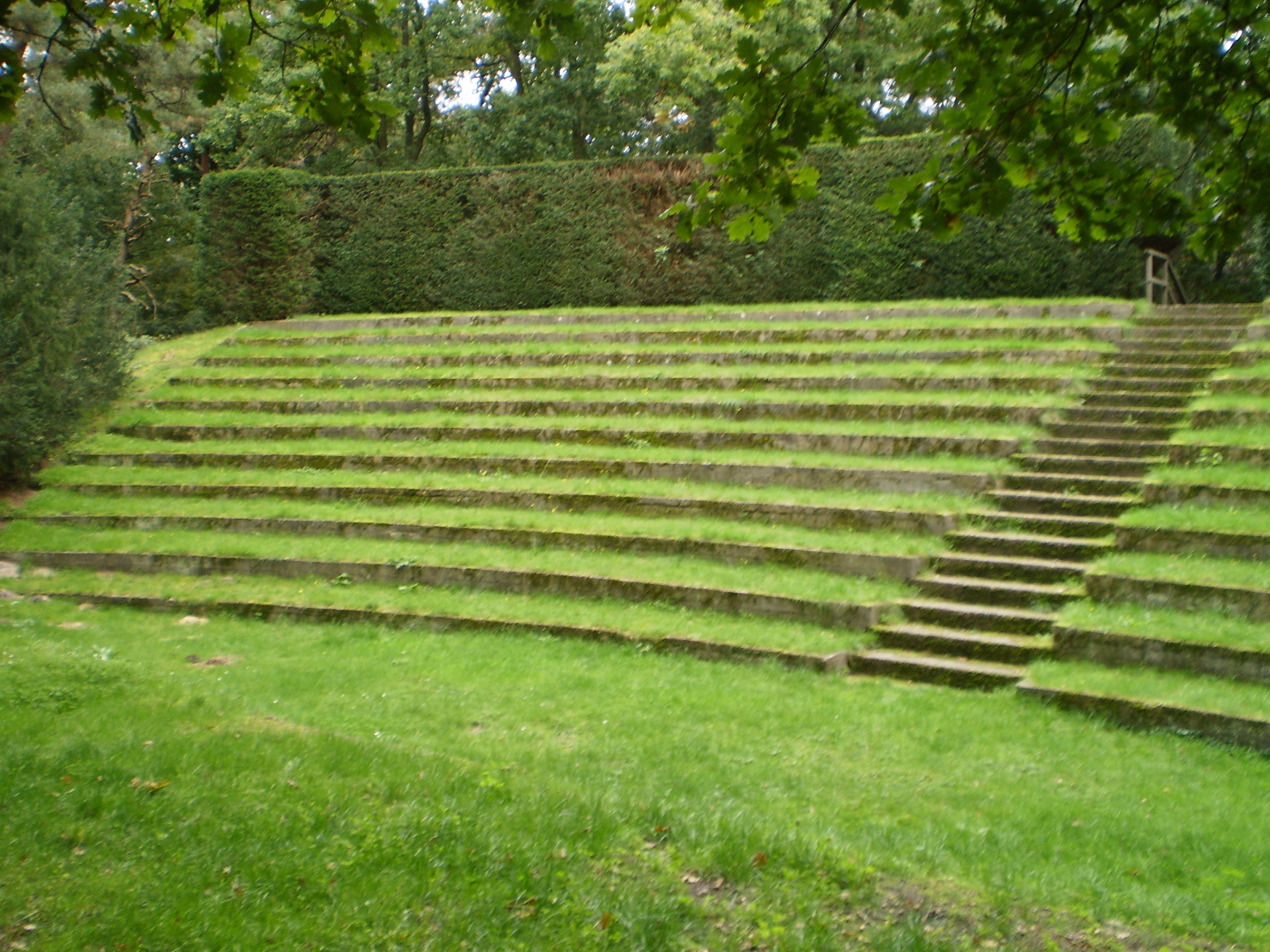
openluchttheater